# High Frequency Active Auroral Research Program

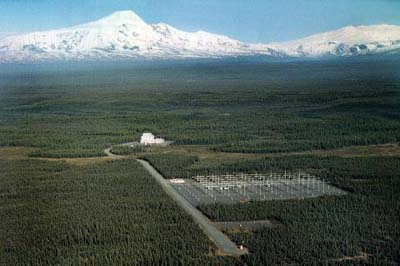
Luchtfoto van het onderzoeksinstituut

Het High Frequency Active Auroral Research Program (HAARP) is een wetenschappelijk onderzoeksprogramma van de University of Alaska (UAF) te Fairbanks in Alaska, Verenigde Staten. Het betreft onderzoek naar de ionosfeer, de laag 50 tot 400 kilometer boven de aarde. Het onderzoek omvat, onder andere, hoogfrequente elektromagnetische (be)straling van de ionosfeer, waardoor deze lokaal tijdelijk wordt vervormd. Andere onderzoeksgebieden zijn inzicht verkrijgen op het gebied van radiogolven, communicatie en navigatie. In slechts twee andere landen staan soortgelijke installaties: Noorwegen en Rusland.
Het project is in 1993 binnen een samenwerking van het Air Force Research Laboratory (AFRL) Space Vehicles Directorate en de universiteit gestart en zou aanvankelijk maar 20 jaar duren. In augustus 2015 is het project definitief en volledig overgedragen aan de universiteit met een zogenaamd Education Partnership Agreement (EPA). In de beginjaren werd het project gezamenlijk gefinancierd door de United States Air Force, de United States Navy, de Universiteit van Alaska en het Defense Advanced Research Projects Agency (DARPA).

## Locatie
Het onderzoeksterrein van HAARP bevindt zich net ten westen van het Wrangell-St. Elias nationaal park, op de locatie van de voormalige OTH-radar. Er waren 14 universiteiten betrokken bij de planning van dit onderzoekscentrum. Het voormalige OTH-gebouw bevat nu de controlekamer, kantoren en keuken van HAARP. Verder staan er op het terrein kleinere gebouwen voor meetinstrumenten. Er is een vergunning gegeven om in totaal 180 antennes op de locatie te zetten.
Het HAARP-terrein is in drie etappes gebouwd. Het Developmental Prototype (DP), dat 18 antenne-elementen telde en waar de basistesten plaatsvonden. Filled Developmental Prototype (FDP), met 48 antenne-eenheden en de Final IRI (FIRI), die alle 180 antenne-eenheden bezit. Sinds de zomer van 2005 staan alle antennes op hun plek.
Elk antenne-element bestaat uit een gekruiste dipool die kan worden gepolariseerd voor lineaire, ordinary mode (O-mode), of extraordinary mode (X-mode) transmissies en ontvangst. HAARP kan tussen de 2.8 en 10 MHz uitzenden. Het terrein bevat tevens een fasegestuurde-korte golfzendinstallatie.

## Onderzoek

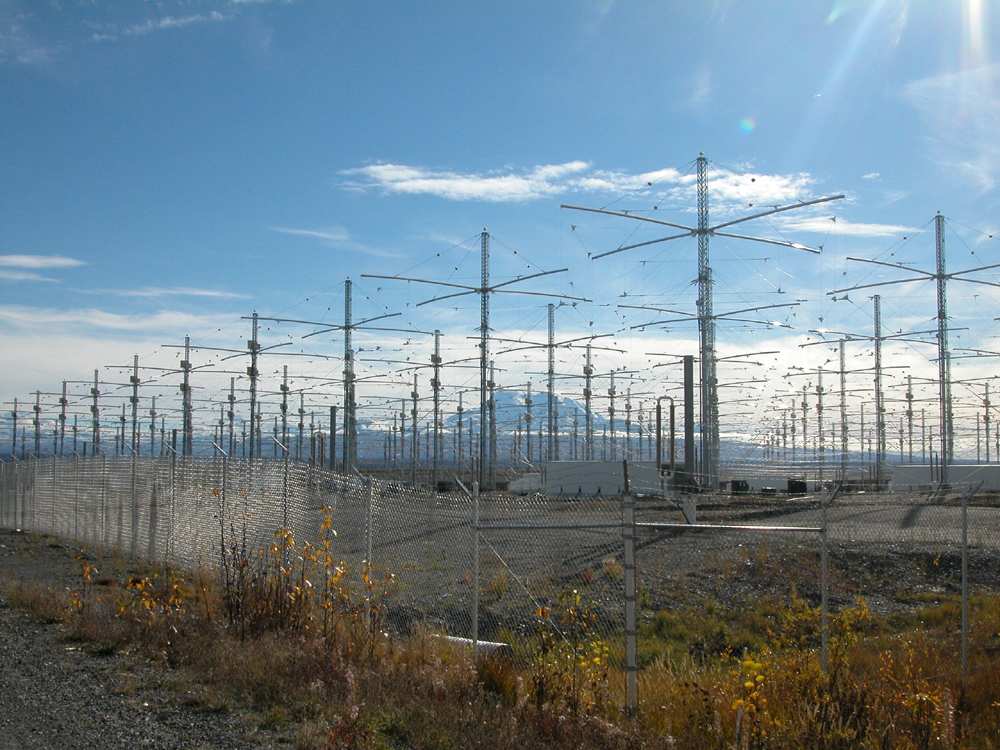
De antenne-array van HAARP.

HAARPs primaire doel is wetenschappelijk onderzoek naar de bovenste lagen van de aardatmosfeer, bekend als de ionosfeer. De ionosfeer bevindt zich tussen de atmosfeer en magnetosfeer, en kent een snelle toename in dichtheid van vrije elektronen. HAARP onderzoekt alle hoofdlagen van de ionosfeer.
Het profiel van de ionosfeer is echter zeer variabel, en kan per minuut veranderen. Dit wordt vooral sterk waargenomen bij de polen van de aarde. De ionosfeer is tevens erg lastig te meten. Ballonnen kunnen er niet komen omdat de lucht er te dun is en satellieten kunnen er niet komen omdat voor hen de lucht juist te dik is. Satellieten zouden in dergelijke dikke lucht te veel wrijving ondervinden om genoeg snelheid voor hun baan om de aarde te kunnen behouden. Daarom leveren de meeste experimenten op dit gebied maar kleine stukjes informatie op. HAARP maakt echter gebruik van dezelfde techniek als een ionosfeerbestraler genaamd EISCAT, die zich vlak bij Tromsø, Noorwegen, bevindt. Daar werd geëxperimenteerd met onderzoek naar de ionosfeer middels radiogolven tussen de 2 en 10 kHz. HAARP gebruikt dezelfde functie, maar met meer energie.
Het HAARP-project is erop gericht om een 3.6 MW signaal, variërend van 2.8 tot 10 MHz op de HF band, uit te zenden in de ionosfeer. Dit signaal kan zowel in pulsen als in een constante golf worden uitgezonden. Vervolgens wordt het effect van het signaal bestudeerd met instrumenten zoals VHF- en UHF-radars, HF-ontvangers en optische camera’s. Volgens het HAARP team zal dit de studie naar de primaire natuurlijke processen die plaatsvinden in de ionosfeer verbeteren. Met de opgedane kennis van hoe de ionosfeer reageert op radiogolven, kunnen communicatie en navigatiesystemen worden verbeterd.